# MumboJumbo
MumboJumbo, LLC es un desarrollador independiente de videojuegos para computadoras personales, consolas de juegos y dispositivos móviles. MumboJumbo Mobile, LLC publica software de entretenimiento para dispositivos Android e iOS. 

## Historia
La compañía fue fundada en enero de 2001 por Mark Dochtermann y Ron Dimant después de irse de Ritual Entertainment. En 2003 se convirtió en uno de los primeros desarrolladores independientes en popularizar juegos casuales al asociarse con sitios web para que los juegos estén disponibles para descargar directamente en computadoras Windows y Mac. 
MumboJumbo adquirió otras compañías de desarrollo, incluyendo Zono, Ritual Entertainment, y Hot Lava Studios.
El 24 de enero de 2007, MumboJumbo anunció su adquisición de Ritual Entertainment, un desarrollador popular de títulos de disparos en primera persona como SiN y Star Trek: Elite Force II . Tras la adquisición, Ritual ayudó con el trabajo de juegos casuales, lo que provocó que muchos empleados prominentes dejaran la compañía y muchos analistas especularan por qué la adquisición se había realizado en primer lugar. Desde entonces, algunos analistas han criticado la medida como una tontería y una pérdida masiva de dinero. Todavía no está claro el propósito de la decisión de MumboJumbo, ya que MumboJumbo aún no ha publicado una declaración oficial sobre sus intenciones de adquirir un desarrollador de juegos conocido por crear títulos para adultos para ponerlos a trabajar en el desarrollo de juegos casuales.
El 25 de enero de 2010, un jurado en el Tribunal de Distrito Civil 193 en el condado de Dallas, Texas, otorgó a MumboJumbo $ 4 600 000 en daños resultantes de un incumplimiento de contrato por parte de su antiguo socio comercial PopCap Games. MumboJumbo había hecho un acuerdo de distribución minorista en América del Norte con el desarrollador de juegos casuales. Según MumboJumbo, el acuerdo se violó cuando PopCap Games comenzó a desarrollar sus propias estrategias para vender al por menor. Durante el juicio de 12 días, el bufete de abogados de MumboJumbo, Rose-Walker mostró que las acciones de PopCap "dañaron gravemente" su relación comercial con Wal-Mart.

## Juegos desarrollados
- Myth III: The Wolf Age (2001)[5]
- Baldur's Gate II: Shadows of Amn (2001, Mac port)[6]
- Serie Luxor: Luxor (2005); Luxor Amun Rising (2005); Luxor Mahjong (2006); Luxor 2 (2006); Luxor 3 (2007); Luxor: Quest for the Afterlife (2008); Luxor Adventures (2009)[7] Luxor 5th Passage (2010); Luxor HD (2011); Luxor Amun Rising HD (2012); Luxor Evolved (2012); Luxor 2 HD (2013)
- Angelica Weaver: Catch Me When You Can: Be the detective; Catch the killer in the present and the past
- Serie Midnight Mysteries: The Edgar Allan Poe Conspiracy, Salem Witch Trials, Devil on the Mississippi, Haunted Houdini, Witches of Abraham, Ghostwriting
- Serie 7 Wonders: 7 Wonders, 7 Wonders 2, 7 Wonders: Treasures of Seven, 7 Wonders: Magical Mystery Tour, 7 Wonders: Ancient Alien Makeover
- Serie Samantha Swift: The Hidden Roses of Athena, The Golden Touch, The Fountains of Fate, The Mystery from Atlantis
- Serie Chainz: Chainz, Chainz 2 Relinked, Chainz Galaxy
- Pickers: Pick • Sell • Trade • Haggle • Appraise
- Glowfish: A Magical Underwater Adventure
- Unlikely Suspects
- Discovery: A Seek and Find Adventure
- Zombie Bowl-O-Rama
- The Office
- Elements
- Tornado Jockey
- Square Logic: Everyday Genius
- Little Farm
- Reaxxion
- ZoomBook
- Johnny Bravo in The Hukka-Mega-Mighty-Ultra-Extreme Date-O-Rama

## Juegos no desarrollados pero publicados
- Serie Margrave desarrollada por Inertia.[8]